# Терешка (притока Волги)
Тере́шка — річка в Ульяновській і Саратовській області РФ, права притока р. Волги. Довжина 213 км, сточище 9710 км². Має витоки і тече в межах Приволзької височини, головним чином паралельно Волзі. Впадає в Волгоградське водосховище. Живлення переважно снігове. Середня витрата води за 46 км від гирла 17,5 м³/сек. Замерзає в листопаді — на початку грудня, розкривається в кінці березня — квітні.